# Дифузна миелокластна склероза
Дифузната миелокластна склероза, наричана и „болест на Шилдер“, е много рядко невродегенеративно заболяване.
Изразява се в образуването на псевдотуморни демиелинизационни лезии. Обикновено се развива още в детството, като засяга деца във възрастовия интервал от 5 до 14 години, но е възможно да се развие и през периода на зрелостта..
Това заболяване е атипична форма на множествена склероза, като някои автори я смятат за съвсем самостоятелно заболяване. В тази група попадат още и оптикомиелит, концентрична склероза на Бало и остра множествена склероза.

## Симптоми
Симптомите са сходни с тези при множествената склероза и може да включват деменция, афазия, припадъци, личностни промени, познавателни смущения, тремор, липса на баланс, инконтиненция, мускулна слабост, главоболие, повръщане, зрителни и говорни увреди.

## Диагностициране
Критериите на Позер включват:
- една или две големи груби симетрични плаки, като плаките са по-големи от 2 cm в диаметър;
- не се откриват други лезии и няма аномалии при периферната нервна система;
- нормални показатели на надбъбрека и серумните нива на дълговерижни мастни киселини;
- патологичния анализ показва подостра или хронична миелокластна дифузна склероза.

## Развитие и прогноза
Прогнозата на заболяването е затруднена от наличието на три пътя на развитие:
- монофазно, без ремисии[2][7];

- ремитиращо[8][9][10];

- прогресивно, със задълбочаване на симптоматиката[11].

## Лечение
Терапията с кортикостероиди може да е резултатна при някои пациенти. Допълнителни методи са лечение с бета-интерферони и имуносупресори. Друга възможна методика е физиотерапията.

## История
Болестта е описана за първи път от Паул Шилдер през 1912 г. и в продължение на близо век се използва термина болест на Шилдер. С този термин, обаче, са означавани и други патологии на бялото мозъчно вещество.. През 1986 г. Позер ограничава употребата му до заболяването описано тук.